# Domenico Cirillo
Domenico Maria Leone Cirillo, född 10 april 1739 i Grumo Nevano, Kungariket Neapel, död 29 oktober 1799 i Neapel, var en italiensk läkare, entomolog, botaniker och patriot.
Auktorsnamnet Cirillo kan användas för Domenico Cirillo i samband med ett vetenskapligt namn inom botaniken; se Wikipediaartiklar som länkar till auktorsnamnet.